# Politique en Albanie
La politique en Albanie se situe dans un système de république parlementaire, démocratique et représentative, par laquelle le Premier Ministre est le chef de gouvernement, dans un système multipartite. Le pouvoir exécutif est exercé par le gouvernement ; le pouvoir législatif est détenu tant par le gouvernement que le parlement, l'Assemblée d'Albanie (Kuvendi i Republikës së Shqipërisë). Depuis 1991, et l'introduction du pluralisme, le système politique est dominé par le conservateur Parti démocrate d'Albanie et le Parti socialiste d'Albanie d'après-communisme.

## Pouvoir exécutif
| Fonction                   | Nom          | Parti | Depuis le         |
| -------------------------- | ------------ | ----- | ----------------- |
| Président de la république | Bajram Begaj | PSSh  | 24 juillet 2022   |
| Premier ministre           | Edi Rama     | PSSh  | 15 septembre 2013 |

Le président de la République est élu pour cinq ans par l’Assemblée de la République, à la majorité des deux tiers. Il est chargé de garantir le respect de la loi et de la constitution, du commandement en chef des armées et des devoirs de l’assemblée lorsque cette dernière n’est pas en session. Il nomme le Premier ministre, et sur la proposition de celui-ci, les autres membres du gouvernement. Il est à la tête du Haut conseil de justice, chargé de nommer et de démettre les juges qui ne sont pas élus par l’Assemblée.

## Pouvoir législatif
L’Assemblée est composée d’une seule chambre de 140 membres dont 100 élus au suffrage populaire et 40 nommés par les partis selon une représentation proportionnelle. Les parlementaires sont élus tous les quatre ans.
L’Assemblée a, entre autres pouvoirs, celui de décider de l’orientation de la politique interne et étrangère, d’approuver ou de modifier la constitution, de déclarer la guerre, de ratifier ou d’annuler des traités internationaux.

## Partis politiques et élections

### Partis politiques représentés au Parlement
- Alliance démocratique
- Mouvement socialiste pour l'intégration
- Parti démocrate-chrétien d'Albanie
- Parti démocratique d'Albanie
- Parti républicain d'Albanie
- Parti socialiste d'Albanie
- Parti social-démocrate
- Parti de la démocratie sociale
- Union libérale démocrate

## Pouvoir judiciaire
Le système judiciaire est composé de la Cour constitutionnelle, de la Cour de cassation, de cours d’appel et de tribunaux de district.
La Cour constitutionnelle compte neuf juges nommés par l’Assemblée pour un maximum de neuf ans. Elle est chargée d’interpréter la Constitution, d’examiner la constitutionnalité des lois et de résoudre les litiges entre les autorités fédérales et locales.
Les autres instances sont divisées en trois juridictions : criminelle, civile et militaire. La Cour de cassation est la plus haute instance d’appel et est composée de onze juges nommés par l’Assemblée pour sept ans. Il n’y a pas de jury populaire.